# 5150 (Album)
5150 („fifty-one-fifty“ ausgesprochen) ist das siebte Studioalbums der US-amerikanischen Hard-Rock-Band Van Halen aus dem Jahr 1986. Es avancierte zum ersten von vier aufeinanderfolgenden Alben, das die Chartspitze in den Vereinigten Staaten erreichte.

## Hintergrund

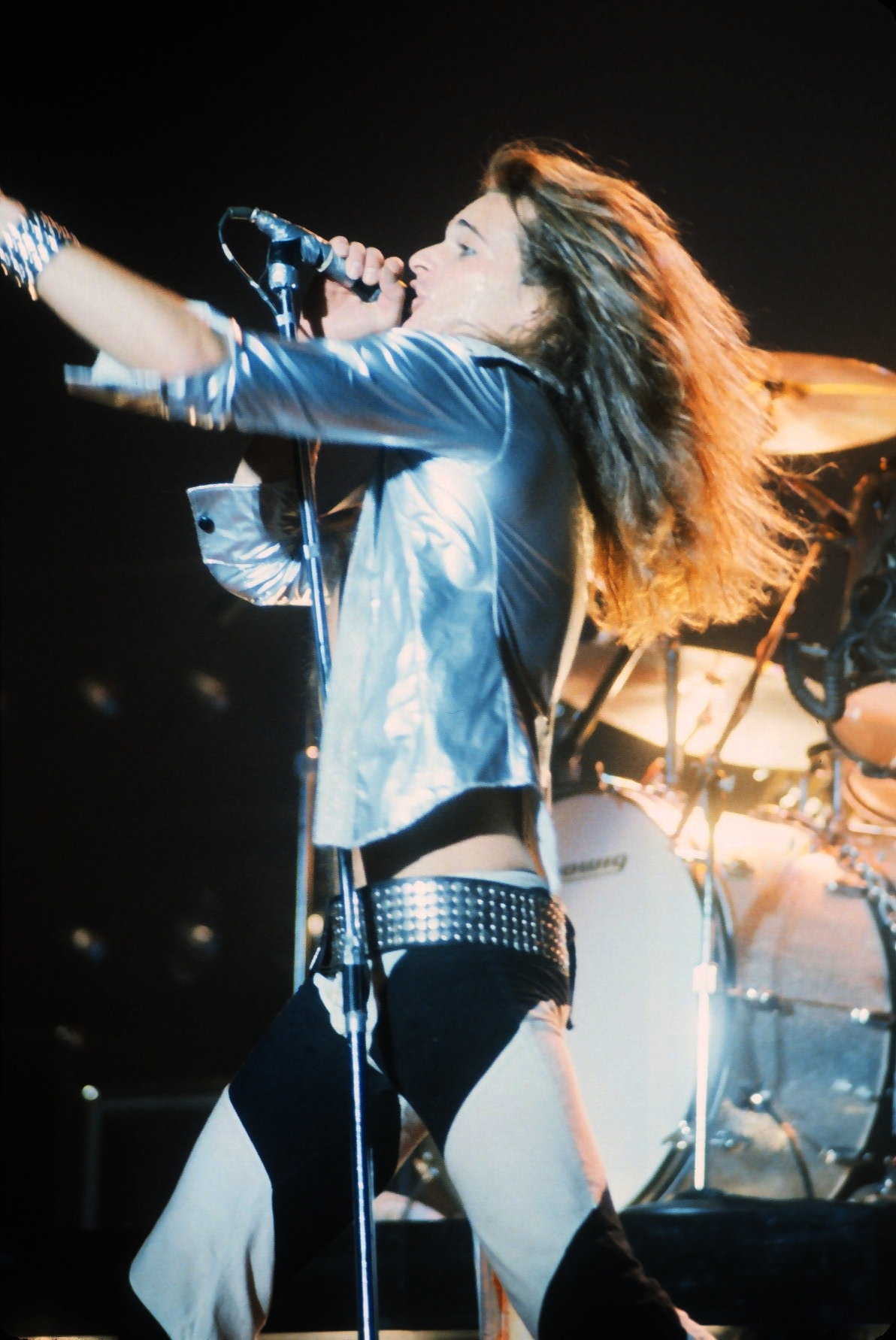
Verließ die Band 1985 zugunsten einer Solokarriere: David Lee Roth

Trotz des bis dahin größten Erfolges mit dem Vorgänger 1984 (Januar 1984) waren Spannungen im Bandgefüge entstanden. Sänger David Lee Roth hatte im Januar 1985 mit Crazy From the Heat eine erfolgreiche Solo-EP veröffentlicht, der ein gleichnamiger Film folgen sollte.  Da Van Halen zur selben Zeit jedoch am nächsten Album der Band arbeiten wollten, entstand ein Interessenkonflikt, der im Sommer 1985 mit der Trennung von David Lee Roth endete.

„Ich hätte nie gedacht, dass Dave wirklich gehen würde. Ich dachte, er wacht wieder auf. Auf dem Höhepunkt des Erfolgs, für den wir so lange gearbeitet hatten, hat er uns quasi den Stecker gezogen. Das hat mich unglaublich wütend gemacht.“

Bei einem Besuch in der Kfz-Werkstatt von Claudio Zampolli in Van Nuys sah Eddie Van Halen einen schwarzen Ferrari 512 BB und fragte den Werkstatteigentümer, wem der Wagen gehöre. Zampolli antwortete: „Der Wagen gehört Sammy Hagar. Den solltest Du in Deine Band holen!“ Dieser hatte seine musikalische Laufbahn bei Montrose begonnen, einer Band, die ein maßgeblicher musikalischer Einfluss für Eddie Van Halen gewesen war. Deren Debütalbum von 1973 sowie das 1974 veröffentlichte Werk Paper Money waren von Ted Templeman und dessen Toningenieur Donn Landee produziert worden, was für Van Halen der Grund gewesen war, diese beiden 1978 für ihr Debütalbum und alle Folgealben zu verpflichten.
Eddie Van Halen rief Hagar an, um ihm den Job des Sängers bei Van Halen anzubieten. Hagar war keineswegs überrascht:

„Wen hätten sie auch sonst anrufen sollen? Zu der Zeit gab es nur drei Sänger auf Solopfaden, die bei einer so riesigen Band hätten einsteigen können: Ozzy Osbourne, Ronnie James Dio und ich!“

## Entstehung

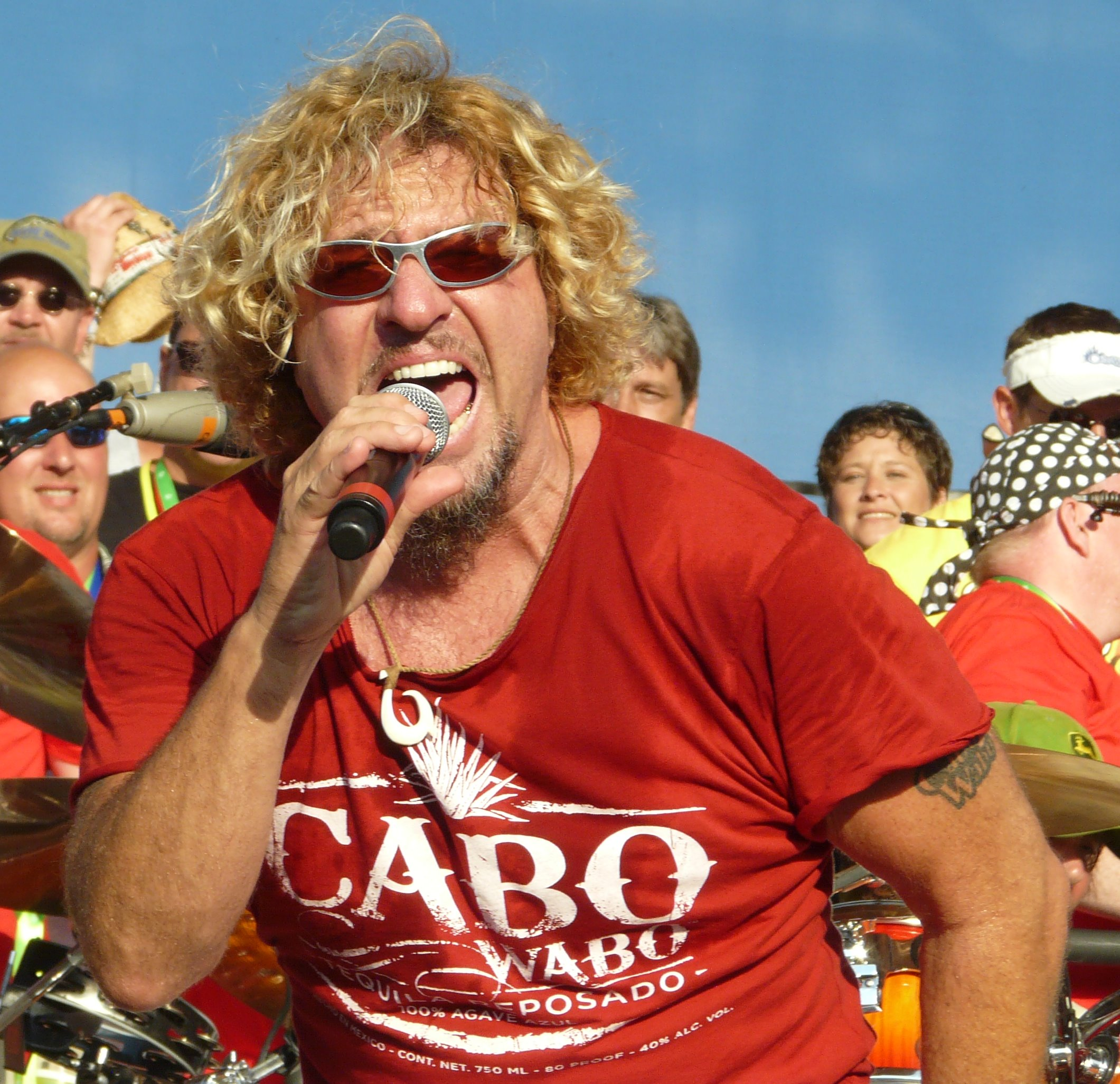
Ersetzte David Lee Roth ab 1985: Sammy Hagar

Hagar verabredete sich mit Eddie Van Halen zu einem Treffen in dessen nach dem Polizeicode für eine verwirrte Person benannten 5150–Studio, traf dort auch auf Michael Anthony und Alex Van Halen, und bei einer Jam-Session, die sich bis Mitternacht hinzog, entstanden aus zwei Songideen, die Hagar präsentiert wurden, die Lieder Summer Nights und Good Enough. Hagar erklärte sich bereit, der neue Sänger der Band zu werden.
Allerdings band ihn sein Plattenvertrag noch für drei weitere Alben an das Label Geffen Records. Während die Plattenfirmen über den Wechsel Hagars zu Van Halen stritten und nach einer für alle Beteiligten annehmbaren Lösung suchten, arbeiteten Hagar und die Band weiter an neuen Liedern. Als der Chef der Warner Music Group, Mo Ostin, zu Besuch im Studio war, spielten ihm die Musiker das neu entstandene Why Can’t This Be Love vor, der den Song mit den Worten „ich rieche Geld“ kommentierte.
Warner und Geffen einigten sich auf folgende Lösung: Geffen ließ Hagar ziehen, dieser musste jedoch noch ein Soloalbum für das Label aufnehmen. Darüber hinaus wurde Geffen an den Erlösen des kommenden Albums der Band beteiligt. Der melodienstarke Sänger und Gitarrist wurde Mitglied der Band; seinen Pflichtteil für Geffen lieferte er 1987 mit dem von Eddie Van Halen produzierten Album I Never Said Goodbye ab.

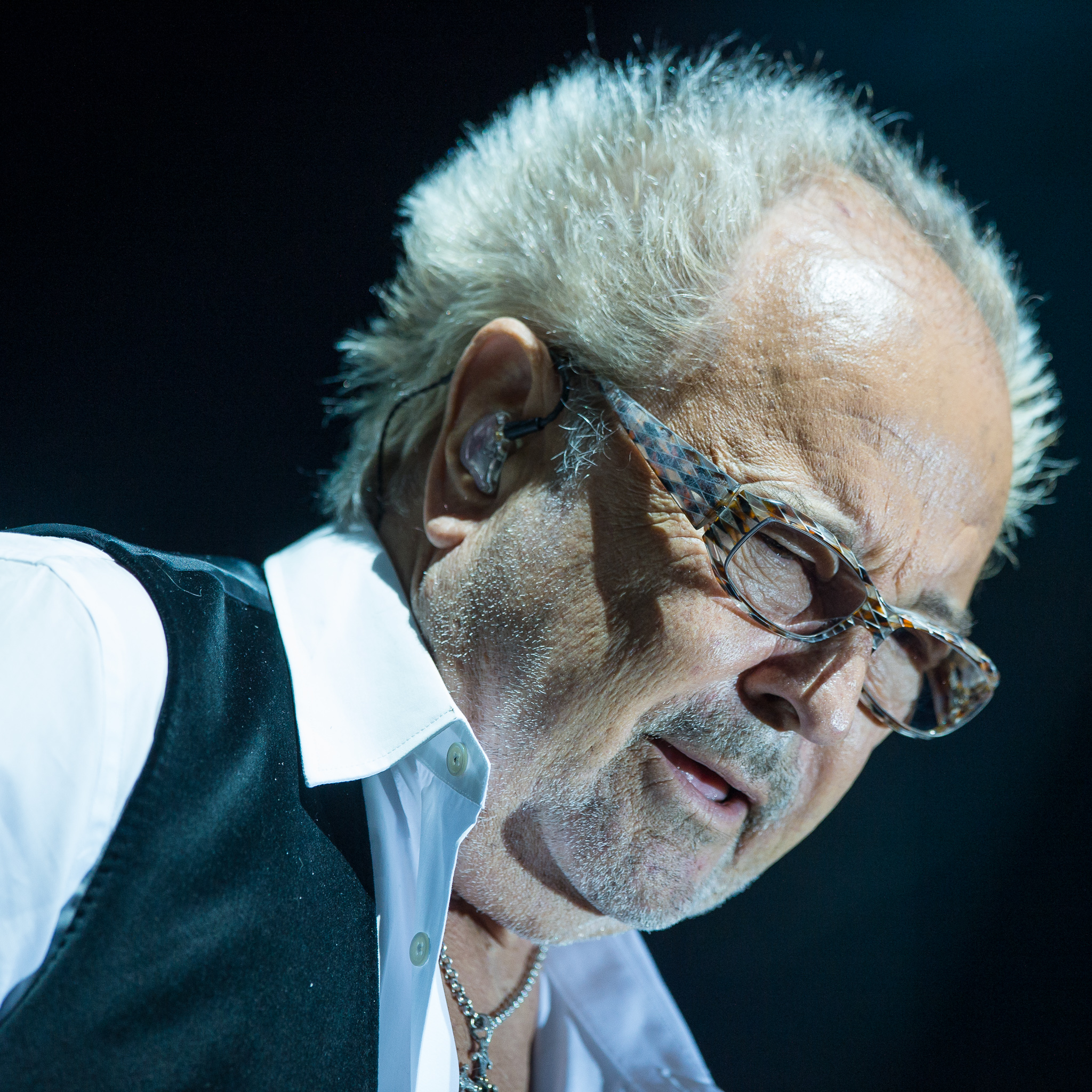
Verantwortlicher Produzent: Mick Jones

Für die Produktion des Albums gab es, wie schon bei der Suche nach einem Sänger, mehrere potentielle Kandidaten. Quincy Jones gehörte ebenso dazu wie Rupert Hine oder Nile Rodgers. Ted Templeman hatte sich nach der Produktion von Roths Solo-EP Crazy From the Heat dazu entschieden, lieber mit ihm als mit Van Halen weiterzuarbeiten. Als Sammy Hagar Mick Jones von Foreigner vorschlug, der sich ohnehin in Los Angeles aufhielt, wurde Jones ins Studio eingeladen, wo ihm die Gruppe das Lied Get Up vorspielte:

„Ich hatte so etwas noch nie gehört. Es klang, als würden vier Typen im Inneren der Lautsprecher miteinander kämpfen und gegenseitig die Scheiße aus sich rausprügeln. Ich dachte nur: Ich bin dabei!“

Jones teilte sich die Produzententätigkeit mit Eddie Van Halen, Alex Van Halen und Donn Landee. Die Aufnahmen begannen im November 1985.
Landee, der gehofft hatte, das neue Album alleine mit den Van-Halen-Brüdern produzieren zu können, war über Jones’ Beteiligung gar nicht glücklich und schloss sich gegen Ende der Aufnahmen im Studio ein und drohte damit, die Bänder zu verbrennen. Es dauerte fast den ganzen Tag, bevor Landee kleinbeigab, das Studio aufschloss, und sich mit Jones aussprach. Beide mischten das Album anschließend gemeinsam ab.

## Titelliste
| Nr.          | Titel                  | Autor(en)                                                     | Länge |
| ------------ | ---------------------- | ------------------------------------------------------------- | ----- |
| 1.           | Good Enough            | Sammy Hagar, Eddie Van Halen, Alex Van Halen, Michael Anthony | 4:03  |
| 2.           | Why Can’t This Be Love | Hagar, E. Van Halen, A. Van Halen, Anthony                    | 3:48  |
| 3.           | Get Up                 | Hagar, E. Van Halen, A. Van Halen, Anthony                    | 4:37  |
| 4.           | Dreams                 | Hagar, E. Van Halen, A. Van Halen, Anthony                    | 4:54  |
| 5.           | Summer Nights          | Hagar, E. Van Halen, A. Van Halen, Anthony                    | 5:05  |
| 6.           | Best of Both Worlds    | Hagar, E. Van Halen, A. Van Halen, Anthony                    | 4:49  |
| 7.           | Love Walks In          | Hagar, E. Van Halen, A. Van Halen, Anthony                    | 5:11  |
| 8.           | 5150                   | Hagar, E. Van Halen, A. Van Halen, Anthony                    | 5:43  |
| 9.           | Inside                 | Hagar, E. Van Halen, A. Van Halen, Anthony                    | 5:02  |
| Gesamtlänge: | Gesamtlänge:           | Gesamtlänge:                                                  | 43:14 |

## Rezensionen
Nachdem das Album am 24. März 1986 veröffentlicht worden war, kommentierte es David Lee Roth:

„Mit mir in der Band hat man Lust gekriegt auf Tanzen, Sex und einen Drink. Zu den neuen Van Halen will man ein Glas Milch, einen japanischen Kleinwagen und eine feste Beziehung.“

Das Album ließ Van Halen „strukturierter, ausgefeilter und deutlich eingängiger“ klingen. Die Band büßte zwar die „frenetische Ausgelassenheit und überschäumende Energie der Roth-Ära“ ein, gewann aber eine „songdienliche Diszipliniertheit“ hinzu.
André Verhuysen schrieb für Metal Hammer, die Musik von 5150 habe sich im Vergleich zum Vorgänger (1984) „wenig verändert“. Hier und da „etwas Keyboard im Jump–Stil, aber dieses mal in einer weniger alles beherrschenden Art“. Eigentlich ähnele 5150 Van Halen mehr, als 1984 es getan habe. Abschließend verlieh der Autor seiner Hoffnung Ausdruck, dass „öfter Scheiben wie diese herausgebracht“ würden und fragte sich, „was David Lee Roth diesem Album entgegensetzen“ werde. Verhuysen vergab fünf von sieben möglichen Punkten.

## Kommerzieller Erfolg

### Chartplatzierungen
5150 erreichte am 25. April 1986 als erstes Van-Halen-Alben die Chartspitze der US-amerikanischen Billboard 200, in Großbritannien Platz 16 und in Deutschland Platz elf.
| ChartsChartplatzierungen       | Höchstplatzierung | Wochen |
| ------------------------------ | ----------------- | ------ |
| Deutschland (GfK)              | 11 (27 Wo.)       | 27     |
| Österreich (Ö3)                | 13 (4 Wo.)        | 4      |
| Schweiz (IFPI)                 | 16 (8 Wo.)        | 8      |
| Vereinigte Staaten (Billboard) | 1 (65 Wo.)        | 65     |
| Vereinigtes Königreich (OCC)   | 16 (18 Wo.)       | 18     |

| ChartsJahrescharts (1986) | Platzierung |
| ------------------------- | ----------- |
| Deutschland (GfK)         | 34          |

### Auszeichnungen für Musikverkäufe
5150 verkaufte sich laut Quellen weltweit mehr als elf Millionen Mal. Es ist in den Vereinigten Staaten bisher sechsfach mit einer Platinschallplatte für mehr als sechs Millionen verkaufte Alben ausgezeichnet worden und erhielt in Deutschland eine Goldene Schallplatte.
| Land/Region                  | Auszeichnungen für Musikverkäufe (Land/Region, Auszeichnung, Verkäufe) | Verkäufe  |
| ---------------------------- | ---------------------------------------------------------------------- | --------- |
| Australien (ARIA)            | 2× Platin                                                              | 140.000   |
| Deutschland (BVMI)           | Gold                                                                   | 250.000   |
| Japan (RIAJ)                 | Gold                                                                   | 100.000   |
| Kanada (MC)                  | 3× Platin                                                              | 300.000   |
| Neuseeland (RMNZ)            | Platin                                                                 | 20.000    |
| Vereinigte Staaten (RIAA)    | 6× Platin                                                              | 6.000.000 |
| Vereinigtes Königreich (BPI) | Silber                                                                 | 60.000    |
| Insgesamt                    | 1× Silber · 2× Gold · 12× Platin ·                                     | 6.870.000 |

Hauptartikel: Van Halen/Auszeichnungen für Musikverkäufe